# Phoebis neocypris
Phoebis neocypris är en fjärilsart som först beskrevs av Jacob Hübner 1823.  Phoebis neocypris ingår i släktet Phoebis och familjen vitfjärilar. Inga underarter finns listade i Catalogue of Life.

## Bildgalleri

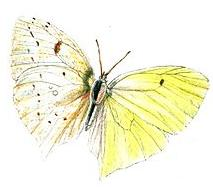